# Wahlen zum Expertenrat des Iran 1990
Die Wahlen zum Expertenrat des Iran 1990 fanden am 8. Oktober 1990 statt und waren die ersten Wahlen zum Expertenrat nach dem Ersten Golfkrieg. Der Wächterrat ließ nur knapp 58 % aller Kandidaten zur Wahl zu; die Wahlbeteiligung war so niedrig wie noch nie zuvor bei Wahlen der Islamischen Republik Iran. Der Wahlbezirk der Provinz Teheran, der 16 Sitze vergeben konnte, verzeichnete mit einer Wahlbeteiligung von 30,93 Prozent den Tiefstand.

## Ergebnis
|                               | Stimmen    | Anteil in % |
| ----------------------------- | ---------- | ----------- |
| Wahlberechtigte               | 31.280.084 | 100         |
| Wähler                        | 11.602.613 | 37,09       |
| registrierte Kandidaten       | 183        | 100         |
| zugelassene Kandidaten        | 106        | 57,92       |
| gewählte männliche Kandidaten | 83         |             |